# 单身税
单身税，或单身汉税（Bachelor tax）是针对未婚男性收取的一种惩罚性税种，历史上自古罗马至近代新泽西和密歇根立法机构都曾讨论过对据称放荡的男性进行征税作为解决方案。当代，华沙条约组织国家曾实行过无子女税，单身税被视为该税种的一部分。